# Menesia matsudai
Menesia matsudai är en skalbaggsart som beskrevs av Hayashi 1985. Menesia matsudai ingår i släktet Menesia och familjen långhorningar.
Artens utbredningsområde är Taiwan. Inga underarter finns listade i Catalogue of Life.